# Ernst Osterrath
Ernst Osterrath (* 11. Januar 1851 in Danzig; † 6. Juni 1925 in Göttingen) war ein deutscher Verwaltungsjurist und Politiker. 

## Biographie
Osterrath war von 1882 bis 1898 Landrat im Kreis Wiedenbrück (Westfalen). Er wurde 1898 Oberregierungsrat und stellvertretender Regierungspräsident in Schleswig, ging aber nach vier Jahren zu Beginn des Jahres 1902 als Geheimer Regierungs- und Vortragender Rat zum Preußischen Kultusministerium zu Berlin. 1904 wurde er zum Geheimen Oberregierungsrat befördert. 1906 wurde er Kurator der Universität Göttingen und Geheimer Oberregierungsrat 1. Klasse.
An seinen westfälischen Verbindungen hielt er fest und wurde 1901 zum Ehrenbürger von Wiedenbrück ernannt. Zeugnis seiner Freundschaft und Erkenntlichkeit sollte nun ein Denkmal sein, das er der Stadt durch ihren Berliner Sohn Bernhard Heising widmete.  
So schuf Heising 1903, den Marktbrunnen mit dem Bronzestandbild, das man Betender Landmann nennt: mitten in der häuslichen Gartenarbeit hat der Betende in seiner Freizeit die abendliche Angelusglocke vernommen, er unterbricht die Arbeit, nimmt seine Arbeitermütze ab, setzt sie oben auf den Spatenstiel, legt die Tiroler Pfeife darauf. Betend faltet er die Hände zu innerer Sammlung. Sein Gesicht und seine Haltung zeigen unbedingte und innige Hinwendung zu Gott. (Näheres siehe: Rheda-Wiedenbrück)
Von 1893 bis 1898 gehörte er dem Provinziallandtag der Provinz Westfalen für den Wahlkreis Wiedenbrück an. Er vertrat konservative Positionen.

## Schriften
- Das Kronprinzen-Denkmal des Kreises Wiedenbrück in der Gemeinde Avenwedde bei Bahnhof Isselhorst in Westfalen. Wiedenbrück 1898, urn:nbn:de:hbz:6:1-72876.